# Tübinger Resolution
Die Tübinger Resolution ist das Ergebnis eines Gesprächs zur Schul- und Hochschulreform, das am 30. September und 1. Oktober 1951 im Leibniz-Kolleg der Universität Tübingen stattfand.

## Das Tübinger Gespräch
Die nach 1945 notwendige Neuorientierung von Schule und Hochschule habe zu einer Überfrachtung der Lehrpläne geführt, meinten Hochschullehrer und Gymnasiallehrer. Sie befürchteten, ein „Missverständnis der mit Recht erhobenen Forderung nach Leistungssteigerung“ habe die Gefahr heraufbeschworen, „das geistige Leben durch die Fülle des Stoffes zu ersticken“.
„Das Tübinger Gespräch“ wurde einberufen von den Professoren Carl Friedrich von Weizsäcker (Göttingen) und Walther Gerlach (München), sowie Georg Picht, dem Leiter der Birklehof-Schule. „Stoffüberschüttung und Prüfungsunwesen“ seien mit Sorge zu beobachten.
„Leistung ist nicht möglich ohne Gründlichkeit, und Gründlichkeit nicht ohne Selbstbeschränkung. […] Prüfungsmethoden sollten mehr auf Verständnis als auf Gedächtnisleistung abgestellt werden. Man sollte ferner überall von dem Prinzip starrer Lehrpläne zu dem der Richtlinien zurückkehren.“